# Liu Yuxiang
Liu Yuxiang (chinesisch 刘玉香; * 11. Oktober 1975 in Hengshang) ist eine ehemalige chinesische Judoka, die 2000 eine olympische Bronzemedaille gewann.
1996 belegte die 1,59 m große Liu Yuxiang den dritten Platz im Leichtgewicht bei den Studentenweltmeisterschaften. Von 1999 bis 2003 trat sie dann im Halbleichtgewicht an. Bei den Asienmeisterschaften 1999 erreichte sie den zweiten Platz hinter der Nordkoreanerin Kye Sun-hui. Dreieinhalb Monate später verpasste sie als Fünfte der Weltmeisterschaften in Birmingham nur knapp die Medaillenränge, im Kampf um die Bronzemedaille unterlag sie Kye Sun-hui. 2000 siegte die Chinesin beim Tournoi de Paris. Obwohl Liu Yuxiang nur Dritte bei den chinesischen Meisterschaften 2000 war, wurde sie für die Olympischen Spiele in Sydney nominiert. In Sydney unterlag sie im Halbfinale der Japanerin Noriko Narazaki, im Kampf um die Bronzemedaille gewann sie gegen die Niederländerin Deborah Gravenstijn. Im Jahr darauf unterlag Liu Yuxiang bei den Weltmeisterschaften in München im Viertelfinale der Japanerin Yuki Yokosawa. Mit zwei Siegen in der Hoffnungsrunde erreichte sie den Kampf um Bronze gegen die Algerierin Salima Souakri, den die Chinesin gewann. Ihre letzte internationale Meisterschaftsmedaille erkämpfte Liu Yuxiang 2004 im Leichtgewicht, als sie im Finale der Asienmeisterschaften die Mongolin Chischigbatyn Erdenet-Od bezwang. Bei den Olympischen Spielen in Athen trat Liu Yuxiang ebenfalls im Leichtgewicht an, schied aber in ihrem zweiten Kampf gegen die Brasilianerin Danielle Zangrando aus.